# Leiobunum depressum
Leiobunum depressum is een hooiwagen uit de familie Sclerosomatidae.